# شهدخوار گلوسبز
شهدخوار گلوسبز (نام علمی: Chalcomitra rubescens) نام یک گونه از تیره شهدخواران است که توسط لوئی ژان پیر ویلوت در سال ۱۸۱۹ کشف شد. این گونه توسط ای‌یوسی‌ان به عنوان گونه‌ای که در خطر انقراض نیست، دسته‌بندی شده‌است. هیچ زیرگونه‌ای از این گونه در فهرست آورده نشده‌است. شهدخوار گلوسبز در آنگولا، بوروندی، کامرون، جمهوری آفریقای مرکزی، جمهوری کنگو، جمهوری دموکراتیک کنگو، گینه استوایی، گابون، کنیا، نیجریه، رواندا، سودان جنوبی، تانزانیا، اوگاندا و زامبیا یافت می‌شود.

## ویژگی‌های ظاهری
شهدخوار گلوسبز پرنده‌ای است کوچک که با نوک خمیده سیاه نازک و بلند و زبان لوله‌ای‌شکل که برای تغذیه از شهد گل‌ها فرگشت یافته‌است قابل شناسایی است.
این گونه نباید با زمردی گلوتابان که یک گونه مگس‌مرغ آمریکایی است که به صورت انحصاری در آمریکای جنوبی و بخش‌های دیگری از مناطق استوایی آمریکا زندگی می‌کند، اشتباه گرفته شود.
شهدخوار گلوسبز دارای چشمان بزرگ و بدن رنگارنگ است. بال‌های آن بنفش یا قهوه‌ای با لکه‌های طلایی می‌باشد. همچنین دارای لکه سفید روی دم و زیر بال‌ها است. نر و ماده این گونه تقریباً یکسان هستند، اما نرها دارای بال‌های بزرگتر و رنگارنگ‌تر هستند. پرنده نر اغلب کاملاً سیاه به نظر می‌رسد، اما در نور خوب می‌توانید پیشانی سبز براق و در بیشتر قسمت‌های توزیع، چانه سبزرنگ را مشاهده کنید. در شهرها و مناطق شهری تا مراتع و سواحل مختلف پراکنده‌است. غذای اصلی این پرنده شیرهٔ گل‌ها و میوه‌ها است. از آنجا که این گونه دارای رنگ‌های جذاب است، به‌طور معمول در صحنه‌ها و بوستان‌ها دیده می‌شود و مورد توجه طرفداران پرندگان قرار می‌گیرد.
بدن شهدخوار گلوسبز دارای رنگ‌های تند و درخشان است، از جمله رنگ سبز که بخش بالای سر تا سینه را پوشانده و با رنگ‌هایی مانند آبی و قرمز نیز دیده می‌شود، اگرچه به دلیل شدت نور، آن‌ها به سختی دیده می‌شود. رنگ‌های آن ممکن است توسط پرهای سیاه تیره و درخشان پوشش‌دهنده بخش زیرتنه پنهان شوند. اندازه آن‌ها حدود ۵ سانتیمتر تا ۱۲ سانتیمتر (با دم) است. این گونه به مناطق شهری سازگار شده‌است و به راحتی تولید مثل می‌کند. آن‌ها پروازهای بسیار تند و موج‌داری دارند.
پرنده نر و ماده از نظر رنگ پر و بال بسیار متفاوت می‌باشند به طوری که رنگ پروبال پرنده نر بالغ، در فصل تابستان سیاه با جلای ارغوانی مایل به آبی و سبز می‌باشد و بال‌ها به رنگ قهوه‌ای تیره و روی سینه نوار نازکی به رنگ قهوه‌ای مسی دیده می‌شود و در هر طرف از سینه آبی رنگش، دسته‌ای کوچک از پرهای قرمز و زرد درخشان دیده می‌شود.
پرنده ماده در سطح پشتش قهوه ای مایل به سبز زیتونی و ناحیه گلو و سینه‌اش زرد روشن و سطح شکمش تا ناحیه سیاه انتهای دم چهارگوش آن سفید می‌باشد. پرنده نر در زمستان شبیه پرنده ماده است و در سطح شکم نواری به رنگ بنفش براق از چانه تا وسط شکمش دیده می‌شود.

## پراکندگی
شهدخوار گلوسبز به سه زیرگونه زیر تقسیم می‌شود و دارای پراکندگی زیر است:
- زیرگونه C. r. stangerii: جزیره بیوکو در خلیج گینه
- زیرگونه C. r. crossensis: نیجریه و کامرون
- زیرگونه C. r. rubescens: از مرکز و جنوب کامرون به سمت شمال آنگولا و شمال غرب زامبیا و به سمت شرق تا جنوب سودان جنوبی، اوگاندا، غرب کنیا و شمال غرب تانزانیا.

## وضعیت
این گونه دارای منطقه پراکنش زیادی است و ذخیره آن پایدار در نظر گرفته می‌شود؛ بنابراین اتحادیه بین‌المللی حفاظت از طبیعت IUCN آن را به عنوان قابل دوام (LC) فهرست می‌کند.